# Rudolf Wildermann
Rudolf Wildermann (* 6. Juni 1864 in Münster; † 23. April 1926 in Lörrach) war ein deutscher katholischer Geistlicher, Lehrer und Politiker (Zentrum).

## Leben
Rudolf Wildermann besuchte eine Privatschule und das Gymnasium Paulinum in Münster. 1882 legte er das Abitur ab. Im Anschluss studierte er katholische Theologie an der Akademie Münster und an der Friedrich-Wilhelms-Universität Berlin. Danach folgte die Ausbildung im Collegium Borromaeum Münster. Am 15. Juni 1889 empfing er die Priesterweihe und im November 1891 legte er die philologische Staatsprüfung ab. Von Ostern 1892 bis Oktober 1919 wirkte er als Oberlehrer am städtischen katholischen Gymnasium in Recklinghausen, wo er katholische Religion unterrichtete. 1909 wurde er Studienprofessor. Am 30. Dezember 1920 erfolgte seine Ernennung zum Kapitular des St.-Paulus-Doms im Bistum Münster.
Wildermann trat in die Zentrumspartei ein und war vom 3. Juni 1913 bis zum 15. November 1918 Mitglied des Preußischen Abgeordnetenhauses.
Nach dem Ersten Weltkrieg war er von 1919 bis 1921 Mitglied der Verfassunggebenden Preußischen Landesversammlung. Im Februar 1921 und erneut im Dezember 1924 wurde er als Abgeordneter in den Preußischen Landtag gewählt, dem er bis zu seinem Tode angehörte. Im Parlament vertrat er den Wahlkreis 17 (Westfalen-Nord). Am 25. März 1919 wurde er neben Ernst Troeltsch als Unterstaatssekretär ins Preußischen Ministerium für Wissenschaft, Kunst und Volksbildung berufen. Die Bezeichnung Unterstaatssekretär wurde mit Beschluss des Preußischen Staatsministeriums vom 1. Juli 1920 in „parlamentarischer“ Staatssekretär geändert.
Er war Mitglied der katholischen Studentenverbindungen KStV Germania Münster und KStV Askania Berlin im KV.
Wildermann wurde auf dem Münsteraner Domherrenfriedhof beigesetzt.